# Garganta de Navamediana
A garganta de Navamediana é um curso de água na parte central da Serra de Gredos, província de Ávila, Espanha. Nasce de águas de escorrentia e desgelo no circo glaciar situado na cabeceira de seu curso, entre os picos Meapoco e la Plaza de Toros, no termo municipal de Bohoyo, a uma elevação de uns 2200 msnm. Desemboca no rio Tormes pelar sua margem esquerda junto à localidade de Navamediana, a uns 1100 msnm.
Esta garganta possui várias poças naturais de águas nas que é possível o banho.
A totalidade do seu curso encontra-se dentro do área de protecção do Parque Regional da Serra de Gredos.

## PR-AV 38
O caminho PR-AV 38 (marcas brancas e amarelas) percorre 7,2 quilómetros do curso da garganta desde Navamediana até uma altitude de uns 1850 msnm na parte alta da garganta, avançando paralelo ao vale.